# Kepler-307c
Kepler-307c es un planeta extrasolar que forma parte de un sistema planetario formado por al menos dos planetas. Orbita la estrella denominada Kepler-307. Fue descubierto en el año 2013 por la sonda Kepler por medio de tránsito astronómico.